# 世界で一番SEXYな一日
「世界で一番SEXYな一日」（せかいでいちばんセクシーないちにち）は、日本のバンドTHEATRE BROOKの楽曲で、12枚目のシングル。2005年5月25日発売。
フォーライフミュージックエンタテイメントから唯一、リリースされたシングル。これまでのシングルの中で初めてオリコンチャートにランクインされた。カップリング「SEPTEMBER」はアース・ウィンド・アンド・ファイアーのカバー。

## 批評
CDジャーナルは「ファンキーで熱い大人の男のロックンロール。某サントラから拝借した印象的なギター・フレーズがカッコいい」と評した。

## 収録曲
1. 世界で一番SEXYな一日(5:17)
作詞・作曲：佐藤タイジ、編曲：THEATRE BROOK
2. SEPTEMBER(5:24) 
作詞・作曲：Al Mckay・Maurice White・Alta Willis
3. 世界で一番SEXYな一日（NEVER DIE MIX）(13:22)